# Kim Ki-young
Kim Ki-young (Seül, 10 d'octubre de 1919-Seül, 5 de febrer de 1998) va ser un guionista i director de cinema sud-coreà.

## Biografia
Kim Ki-young va iniciar estudis d'odontologia l'any 1946, després de la Segona Guerra Mundial. A l'Escola d'odontologia de Kyungsung va conèixer a qui seria la seva esposa, Kim Yu-bong. Ella finançaria gran part de les seves pel·lícules. Aviat abandona la seva carrera sanitària i participa en projectes teatrals. Les seves primeres realitzacions cinematogràfiques denoten una important influència neorealista italiana. La seva novena pel·lícula, Hanyo (1960) testifica una nova orientació en la seva obra cinematogràfica, confirmada en les seves realitzacions ulteriors.

## Comentari
Autor d'una trentena de pel·lícules en quaranta anys de carrera (de 1955 a 1995), Kim Ki-young va ser un director incomprès en moltes parts del planeta, especialment a Europa. No obstant això, la seva obra ha estat una referència constant per a les noves generacions de cineastes sud-coreans. Jean-Michel Frodon ha assenyalat que un dels seus majors admiradors és el cineasta Im Sang-soo.

## Filmografia
- 1955: Yangsan do
- 1958: Choseol
- 1960: Hanyo
- 1963: Goryeo jang
- 1964: Aseupalteu
- 1969: Renui aega
- 1971: Hwanyeo
- 1972: Chungyo
- 1974: Pagye
- 1976: Hyeolyukae
- 1977: Iodo
- 1982: Hwanyeo '82
- 1984: Babo sanyan